# Егоровский сельсовет (Новосибирская область)
Егоровский сельсовет — сельское поселение в Болотнинском районе Новосибирской области Российской Федерации.
Административный центр — село Егоровка.

## История
Статус и границы сельского поселения установлены Законом Новосибирской области от 2 июня 2004 года № 200-ОЗ «О статусе и границах муниципальных образований Новосибирской области»

## Население
| 2002  | 2010  | 2012  | 2013  | 2014  | 2015  | 2016  |
| ----- | ----- | ----- | ----- | ----- | ----- | ----- |
| 1512  | ↗1534 | ↗1556 | ↗1583 | ↘1558 | ↘1539 | ↘1512 |
| 2017  | 2018  | 2019  | 2020  | 2021  |       |       |
| ↘1502 | ↘1469 | ↘1466 | ↘1444 | ↘1415 |       |       |

## Состав сельского поселения
| № | Населённый пункт | Тип населённого пункта       | Население |
| - | ---------------- | ---------------------------- | --------- |
| 1 | Егоровка         | село, административный центр | ↗675      |
| 2 | Киевка           | деревня                      | ↘150      |
| 3 | Киселевка        | деревня                      | ↘15       |
| 4 | Кривояш          | деревня                      | ↘426      |
| 5 | Лебяжье          | деревня                      | ↘12       |
| 6 | Терск            | деревня                      | ↘72       |
| 7 | Чахлово          | деревня                      | ↘184      |